# Bambi (film)
Bambi este un film de animație american din 1943 produs de Walt Disney și regizat de David Hand. Este al 5-lea film din seria de filme animate Disney, serie care a început în 1937 o dată cu Albă ca Zăpada și cei șapte pitici, și filmul de animație clasică cu cele mai importante încasări din toate timpurile. Este bazat pe povestirea Bambi, A Life in the Woods scrisă de autorul austriac Felix Salten. Astfel, compania Disney a luat decizia producerii unui semicontinuare, Bambi II, pe 7 februarie 2006.
În limba română actorul Bogdan Cotleț dublează vocea personajului Floare. 

## Acțiune
Pădurea prinde viață cu Bambi, o poveste aclamată care a încântat și distrat generați întregi de fani. Această minunată aventură este plină de umor, emoție, și cele mai îndrăgite personaje din toate timpurile- Bambi, iepurașul Bocănilă, sconsul Floare și înțeleapta Bufniță. Cu o grafică impresionantă și numeroase nominalizări la premiul Oscar, povestea lui Bambi ni se dezvăluie treptat pe măsură ce tânărul prinț al pădurii învață lecții valoare despre prietenie, dragoste și miracolul vieții.  

Afișul filmului în limba engleză

## Titluri în alte limbi
- arabă: بامبي
- azeră: Bambi
- bulgară: Бамби (Bambi)
- chineză: 小鹿斑比 (Petit Cerf Bambi)
- coreeană: 밤비 (Bambi)
- daneză: Bambi
- ebraică: במבי (Bamby)
- franceză: Bambi
- germană: Bambi
- georgiană: ბემბი (Bambi)
- greacă: Μπάμπι (Bámbi)
- islandeză: Bambi
- italiană: Bambi
- japoneză: バンビ (Banbi)
- lituaniană: Bambi
- norvegiană: Bambi
- poloneză: Bambi
- portugheză: Bambi
- spaniolă: Bambi
- suedeză: Bambi, storskogens prins (sau pur și simplu Bambi)
- thailandeză: กวางน้อย แบมบี้